# Plegadis ridgwayi
Plegadis ridgwayi е вид птица от семейство Ибисови (Threskiornithidae).

## Разпространение
Видът е разпространен в Аржентина, Боливия, Перу и Чили.